# 米洛萬
51°14′56″N 23°47′6″E / 51.24889°N 23.78500°E
米洛萬（烏克蘭語：Миловань），是烏克蘭的村落，位於該國西部沃倫州，由科韋利區負責管轄，面積0.68平方公里，海拔高度169米，2001年人口270，人口密度每平方公里397.06人。